# Antonio Zucchi
Antonio Zucchi (Venezia, 1º maggio 1726 – Roma, 26 dicembre 1795) è stato un pittore italiano neoclassico.

## Biografia
Nato in una famiglia di incisori e scenografi fu allievo di Francesco Fontebasso e soprattutto di Jacopo Amigoni. Le prime committenze furono a carattere religioso ed è ben visibile l'influenza dei maestri, per esempio nella Via Crucis di San Giobbe.
Nel 1759 iniziò un viaggio tra Roma e Napoli insieme all'architetto inglese Robert Adam, viaggio che lo mise in contatto con la nascente cultura neoclassica che presto sarebbe divenute dominante in Europa. Questa influenza è già ben visibile nella Incredulità di San Tommaso, pala per la veneziana San Tomà  iniziata a Roma. Fu però nelle vedute che più manifestamente espresse il nuovo stile.
Su invito di Adam si trasferì in Inghilterra e con questi collaborò per la realizzazione di alcune decorazioni di gusto neoclassico per palazzi inglesi tra cui la vecchia Buckingham House, Kenwood, Newby Hall, Osterley Park, Nostell Priory, Caen Wood, e la Luton House. Nel 1770 venne eletto come membro associato del Royal Academy of Arts; negli anni successivi espose 6 quadri alla Royal Academy e con uno alla Free Society.
A Londra conobbe la pittrice austro-svizzera Angelika Kauffmann che sposò nel 1781 e con la quale si trasferì a Roma dove spese i suoi ultimi anni.

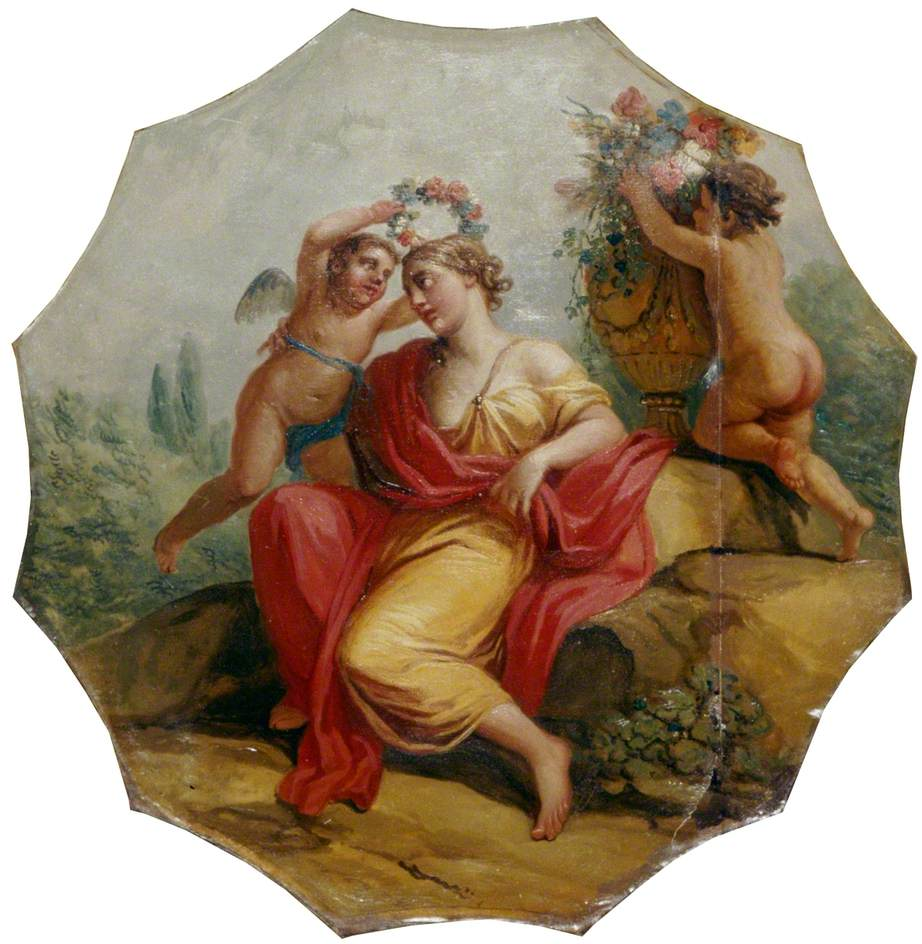
Primavera, Kenwood House, English Heritage, Londra
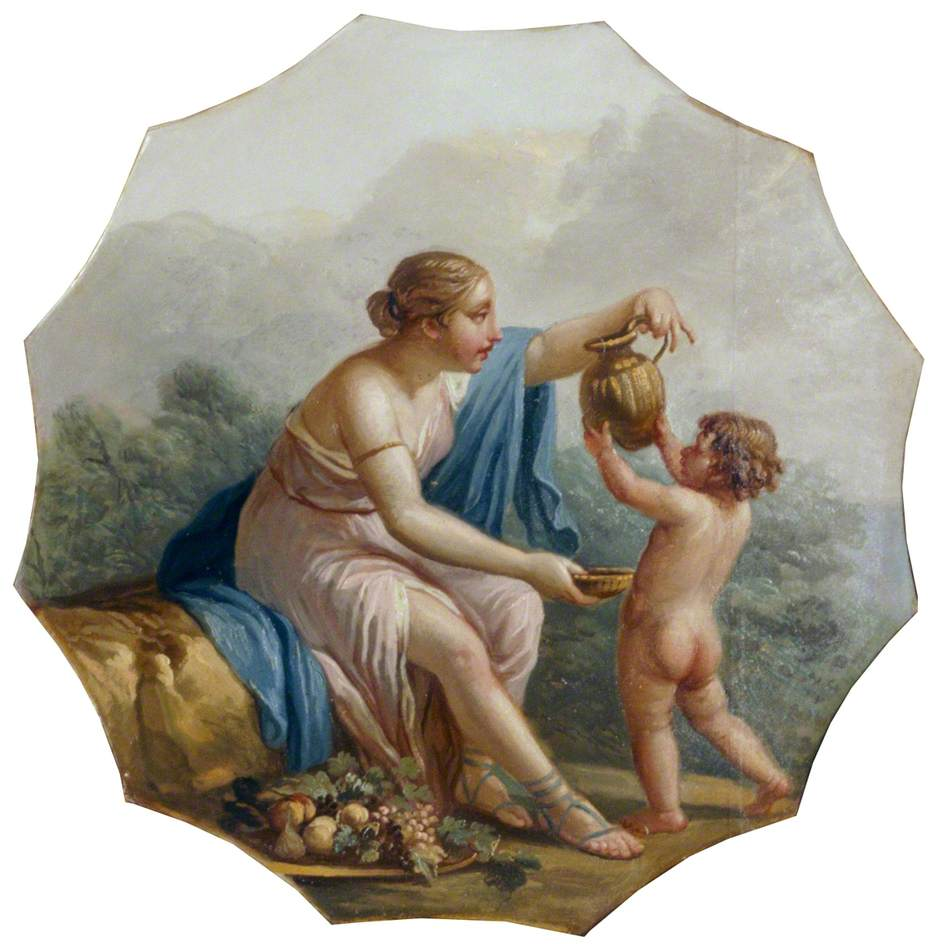
Estate, Kenwood House, English Heritage, Londra
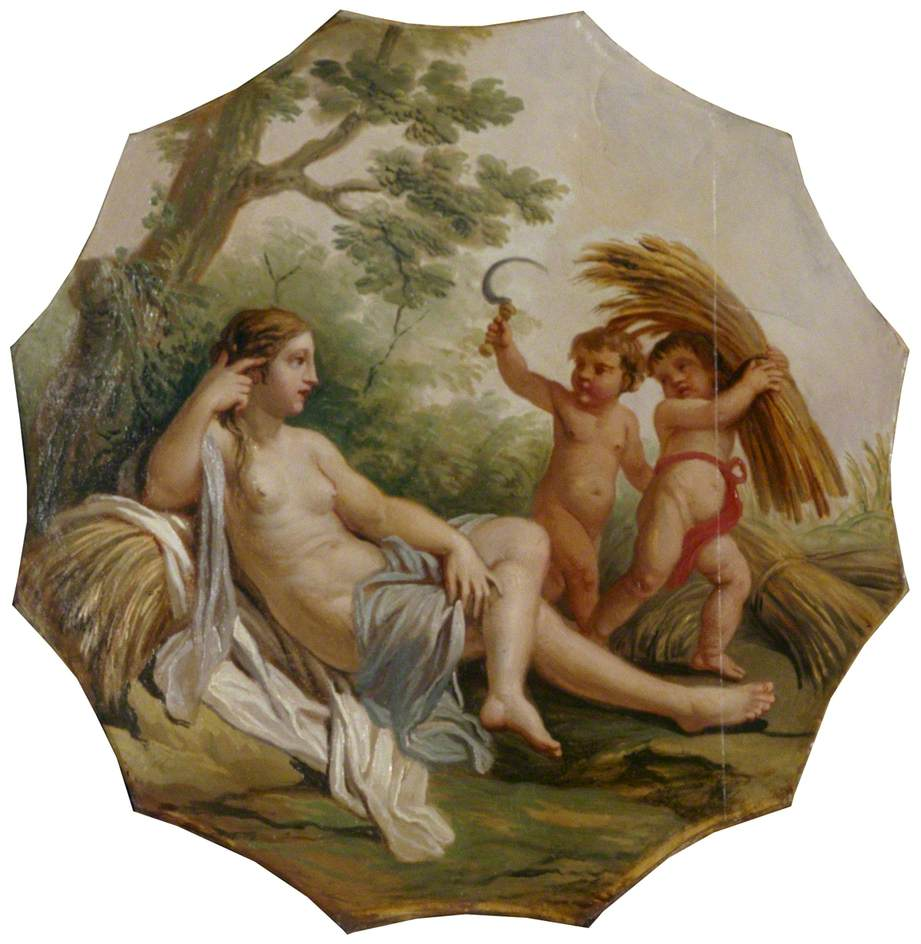
Autunno, Kenwood House, English Heritage, Londra
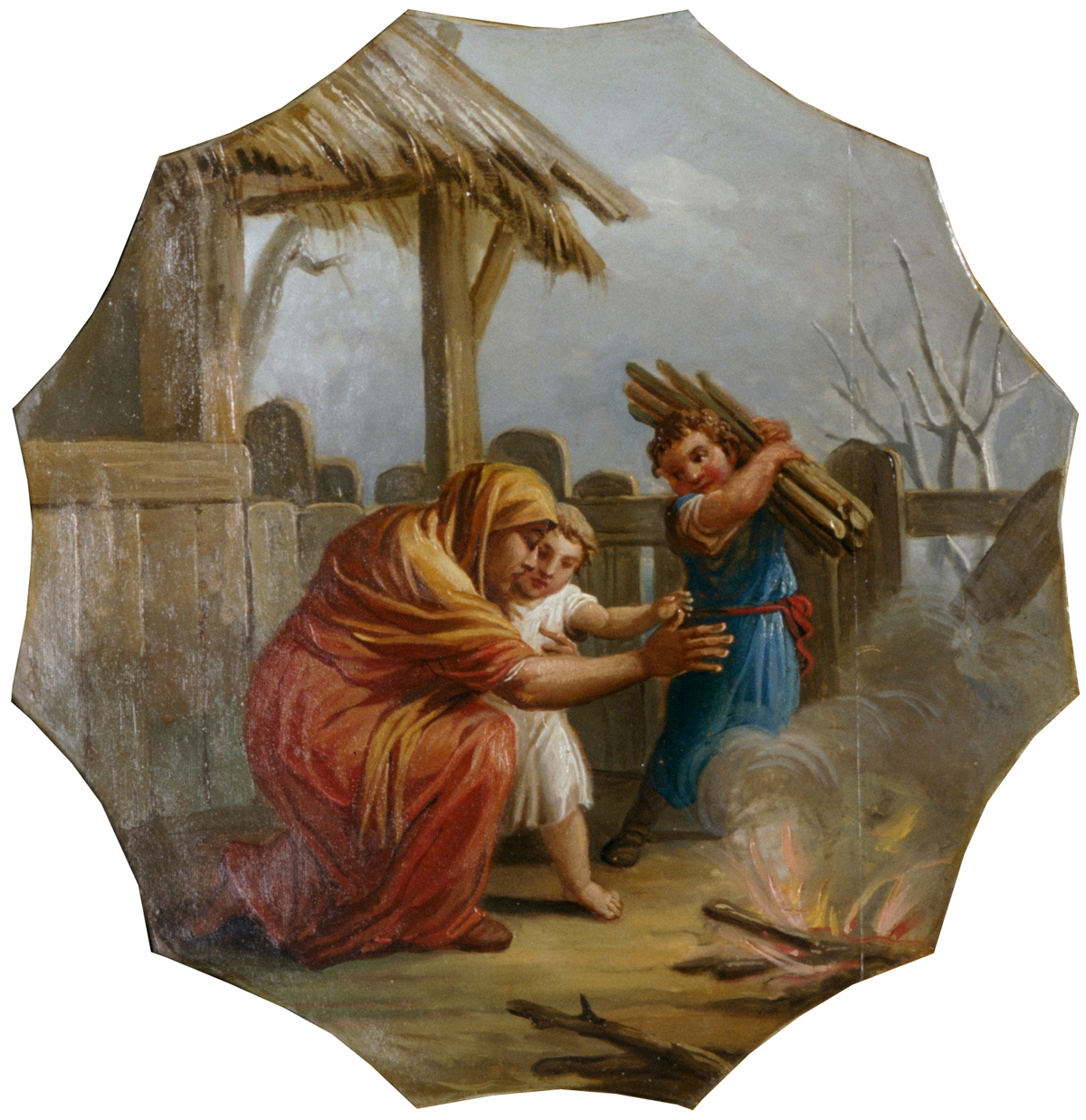
Inverno, Kenwood House, English Heritage, Londra